# Natalia López Cardona
Natalia López Cardona (Circasia, 23 de abril de 1999) es una abogada, modelo y reina de belleza colombiana que participó en Señorita Colombia 2021 el 14 de noviembre de 2021, donde logró el título de Virreina Nacional. Representó a su país en Miss Internacional 2022 donde quedó 3.ª finalista.

## Primeros años de vida
López nació el 23 de abril de 1999 en Circasia, Quindío. Estudió Medicina en la Universidad Alexander Von Humboldt en Armenia, Quindío durante algunos semestres, pero luego se retiró para estudiar Derecho como su padre.

## Trayectoria en los concursos de belleza

### Señorita Quindío 2021
Natalia fue designada como Señorita Quindío luego de un proceso evaluativo de entrevistas, fotografías y cultura general.

### Señorita Colombia 2021
El 14 de noviembre de 2021 se llevó a cabo la final de Concurso Nacional de Belleza en Cartagena de Indias donde Natalia logró el título de Virreina Nacional siendo Valentina Espinosa la ganadora del certamen.

### Miss Internacional 2022
Posteriormente en mayo de 2022 fue designada oficialmente como Señorita Colombia Internacional para representar al país en el certamen de belleza japonés Miss International programado para celebrarse en diciembre de 2022.
El 13 de diciembre de 2022, en el Tokyo Dome City Hall de Tokio, Japón se llevó a cabo la final del certamen de Miss Internacional, donde 66 candidatas de todo el mundo compitieron por el título. Al final de la noche, Natalia obtuvo el puesto de 3.ª finalista, por segunda edición consecutiva para Colombia.